# Yoshitomo Nara

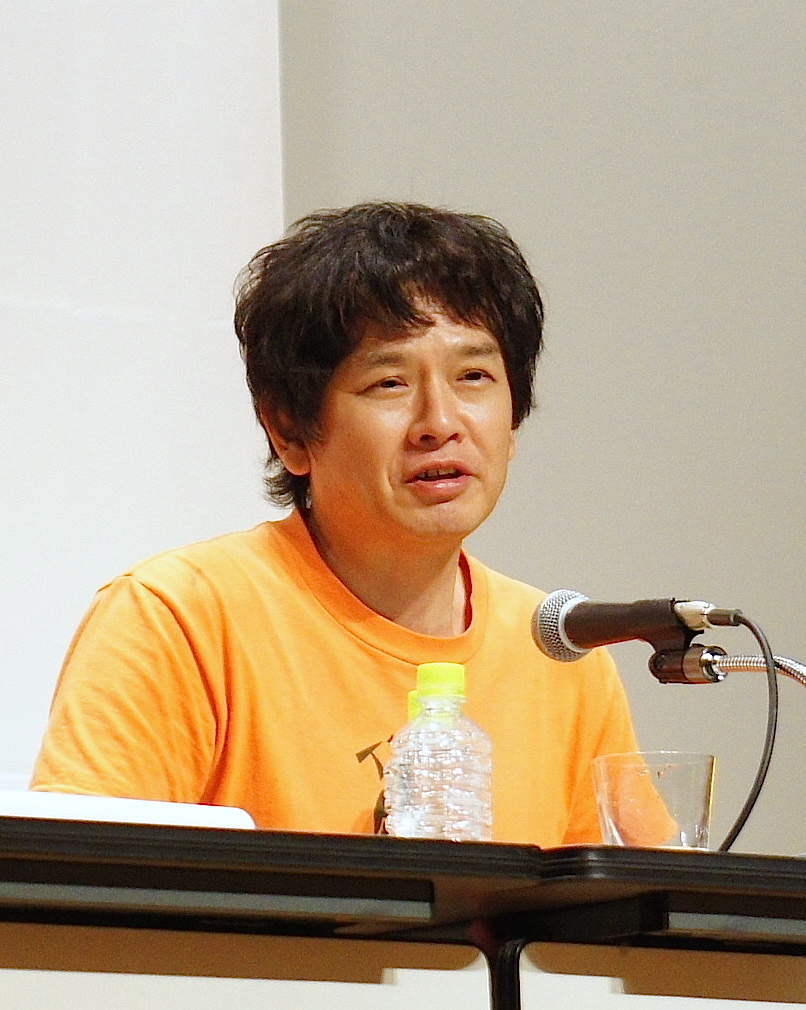
Yoshitomo Nara, 2012

Yoshitomo Nara (japanisch 奈良 美智 Nara Yoshitomo, * 5. Dezember 1959 in Hirosaki, Präfektur Aomori) ist ein japanischer Maler und Bildhauer.

## Leben
Nara war als Kind viel allein, da seine Eltern ganztags arbeiteten. Er hörte oft den Radiosender der amerikanischen Militärbasis, so lernte er die Country- und Rockmusik kennen. Ohne Englisch zu verstehen, stellte er sich beim Hören vor, was die Musik ausdrücken wollte. Er entwickelte eine große Begeisterung für diese Musik. Sie spielt bis heute eine wichtige Rolle in seinem Leben und beim Schaffensprozess seiner Werke.

## Karriere

Yoshitomo Nara: Graffiti in Niagara Bar-2009

Nara studierte an der Aichi Prefectural University of Fine Arts and Music, Nagakute, und ab 1988 als Meisterschüler an der Kunstakademie Düsseldorf. Seine Studienzeit dort empfand er als ähnlich einsam wie seine Kindheit. In der Zeit fand er zu seiner ganz besonderen Ausdrucksform. Gegenstand seiner Kunstwerke sind meist Mädchenfiguren mit überdimensionalen Köpfen, die oft einen grimmigen Blick zu haben scheinen. Diese Mädchen, auch „Angry Girls“ genannt, sollen „ein Aufbegehren gegen die Erwachsenenwelt“ verkörpern.
In den 1990er Jahren wirkte er zunächst in Deutschland und Europa, unterrichtete Ende der 1990er Jahre in Kalifornien und kehrte 2000 nach Japan zurück, wo er zur Kunstbewegung Superflat gezählt wird. Er ist vor allem als Maler tätig, aber auch Zeichnen, Holzschnitzerei, Keramik- und Bronzearbeiten sowie Installationen aus diversen Materialien und Fotografien gehören zu seinen Tätigkeitsfeldern. Charakteristisch für ihn ist, dass er auf jeglicher Art von Papier malt, auf Briefumschlägen, Flyern, Packpapier, Servietten und kleinen Zetteln.
Das Erdbeben und die Tsunami von Fukushima lösten 2011 bei ihm eine Schaffenspause aus. Seine ersten darauf folgenden Kunstwerke schuf er 2013, er nannte sie Emergency und R.I.P. und drückte so auch Trauer aus.

## Rezeption
Anlässlich einer Ausstellung im Albertina modern wurden Naras Figuren 2023 folgendermaßen charakterisiert: „the figures recall the aesthetics of comics and cartoons, ranging from snotty brats to naïve, sweet-looking characters.“ (Die Figuren erinnern an die Ästhetik von Comics und Cartoons, von frechen Gören bis hin zu naiven, süßlichen Charakteren). In einer Ausstellungskritik wurde zwar bescheinigt, dass seine Ausdrucksform „ein großes Identifikationspotential“ beinhalte, aber „bei aller Plakativität“ auch „eine suggestive Brüchigkeit“ habe. An anderer Stelle steht zu Naras Œuvre: „Durch sein Schaffen drückt er ein vielfältiges Spektrum an Emotionen aus, die von Rebellion, Verletzlichkeit bis hin zu Widerstand reichen.“ Bescheinigt werden Yoshitomo Naras Werken auch ein gesellschaftspolitisches Anliegen: „Sie verhandeln auf eine leichtfüßige Art soziale Werte, Normen und Ideale. In der Zeichnung manifestiert sich Naras Meisterschaft, der Reichtum eines emotionalen Spektrums, das von Verletzlichkeit über existenziellen Tiefgang bis hin zu Rebellion und Widerspenstigkeit reicht.“

## Ausstellungen (Auswahl)
- 2024: „Yoshitomo Nara“, Guggenheim Bilbao[9]
- 2023: „Yoshitomo Nara: All My Little Words“, Albertina modern, Wien[3]
- 2021: „tomodachi to. Mit Freunden“ (Gruppenausstellung), Kunsthalle Düsseldorf
- 2018: „Niko Pirosmani: Wanderer zwischen den Welten“, Albertina Museum, Wien[10]
- 2018: „Yoshitomo Nara: Ceramic Works and …“, – Pace, Hong Kong[11]
- 2018: „Drawings: 1988–2018 Last 30 Years“, Kaikai Kiki, Tokio[12]
- 2017: „for better or worse“, Toyota Municipal Museum of Art, Aichi
- 2016: „Yoshitomo Nara: New Works“, Stephen Friedman Gallery, London
- 2015: „Shallow Puddles“, Blum and Poe, Tokio[5]
- 2014: „Yoshitomo Nara“, Blum and Poe, Los Angeles
- 2009: „15th Anniversary Inaugural Exhibition“, Blum und Poe, Los Angeles
- 2008: „Yoshitomo Nara and installation von YNG“, Blum und Poe, Los Angeles
- 2004: „Yoshitomo Nara – New Works“, Blum and Poe, Los Angeles
- 2003: „Inaugural Group Show“, Blum and Poe, Los Angeles
- 2001: „Yoshitomo Nara: In the White Room: An Exhibition von Paintings and Drawings“, Blum and Poe, Santa Monica
- 1999: „Yoshitomo Nara: An Exhibition von Sculpture in Two Parts (PARTS I & II)“, Blum und Poe, Santa Monica
- 1997: „Yoshitomo Nara“, Blum und Poe, Santa Monica
- 1995: „Yoshitomo Nara: Pacific Babies, Los Angeles International '95 In Cooperation mit SCAI The Bathhouse, Tokyo“ – Blum und Poe, Santa Monica

## Publikationen (Auswahl)
- Koplos, Janet. „Making Space for Misfits: Yoshitomo Nara.“ Sculpture. Volume 30, Number 3. April 2011. p. 42-7. ISSN 0889-728X
- A to Z. Tokyo: Foil, 2007.